# US Open (Darts)
| US Open             | US Open           |
| ------------------- | ----------------- |
| Sportart            | Darts             |
| Organisator         | PDC               |
| Turnierart          | Einladungsturnier |
| Austragungsort      | wechselnd         |
| Austragungszeitraum | wechselnd         |
| Rekordsieger        | Phil Taylor (3×)  |
| amtierender Sieger  | Phil Taylor       |
| Letzte Austragung   | US Open 2010      |
| Nächste Austragung  | ausgesetzt        |

Die US Open waren ein Dartturnier, das von der PDC organisiert wurde. Bei den ersten Austragungen in den Jahren 2007 und 2008 fand das Turnier als Major-Turnier im Mohegan Sun in Connecticut statt. In den zwei Folgejahren waren die US Open Teil der PDC Pro Tour. Austragungsorte waren 2009 das Holiday Inn Select in Atlanta und bei der letzten Austragung 2010 das Tropicana Las Vegas in Paradise, Nevada.

## Preisgelder

### 2007–2008
Das Gesamtpreisgeld von £ 126.000 verteilte sich wie folgt auf die 64 Teilnehmer:
| Position (Anzahl der Spieler) | Position (Anzahl der Spieler) | Preisgeld |
| ----------------------------- | ----------------------------- | --------- |
| Gewinner                      | (1)                           | £ 12.500  |
| Finalist                      | (1)                           | £ 7.500   |
| Halbfinalisten                | (2)                           | £ 5.000   |
| Viertelfinalisten             | (4)                           | £ 4.000   |
| Achtelfinalisten              | (8)                           | £ 3.000   |
| Verlierer der 2. Runde        | (16)                          | £ 1.500   |
| Verlierer der 1. Runde        | (32)                          | £ 1.000   |
|                               |                               |           |
|                               |                               | £ 126.000 |

### 2009
Das Gesamtpreisgeld von £ 50.000 verteilte sich wie folgt auf die 85 Teilnehmer:
| Position (Anzahl der Spieler) | Position (Anzahl der Spieler) | Preisgeld |
| ----------------------------- | ----------------------------- | --------- |
| Gewinner                      | (1)                           | $ 12.000  |
| Finalist                      | (1)                           | $ 6.000   |
| Halbfinalisten                | (2)                           | $ 3.200   |
| Viertelfinalisten             | (4)                           | $ 1.600   |
| Achtelfinalisten              | (8)                           | $ 800     |
| Verlierer der 2. Runde        | (16)                          | $ 400     |
| Verlierer der 1. Runde        | (32)                          | $ 200     |
|                               |                               |           |
|                               |                               | $ 50.000  |

### 2010
Das Gesamtpreisgeld von £ 31.200 verteilte sich wie folgt auf die 153 Teilnehmer:
| Position (Anzahl der Spieler) | Position (Anzahl der Spieler) | Preisgeld |
| ----------------------------- | ----------------------------- | --------- |
| Gewinner                      | (1)                           | £ 6.000   |
| Finalist                      | (1)                           | £ 3.000   |
| Halbfinalisten                | (2)                           | £ 1.500   |
| Viertelfinalisten             | (4)                           | £ 1.000   |
| Achtelfinalisten              | (8)                           | £ 500     |
| Verlierer der 2. Runde        | (16)                          | £ 300     |
| Verlierer der 1. Runde        | (32)                          | £ 200     |
|                               |                               |           |
|                               |                               | £ 31.200  |

## Finalergebnisse
| Jahr | Austragungsort                | Sieger             | Ergebnis | Finalist                    | Preisgeld | Preisgeld |
| Jahr | Austragungsort                | Sieger             | Ergebnis | Finalist                    | Gesamt    | Sieger    |
| ---- | ----------------------------- | ------------------ | -------- | --------------------------- | --------- | --------- |
| 2007 | Mohegan Sun, Connecticut      | Phil Taylor 103,10 | 4 : 1    | Raymond van Barneveld 99,06 | £126,000  | £12,500   |
| 2008 | Mohegan Sun, Connecticut      | Phil Taylor 96,86  | 3 : 0    | Colin Lloyd 91,48           | £126,000  | £12,500   |
| 2009 | Holiday Inn Select, Atlanta   | Dennis Priestley   | 6 : 3    | Phil Taylor                 | $50,000   | $12,000   |
| 2010 | Tropicana Las Vegas, Paradise | Phil Taylor        | 6 : 3    | Denis Ovens                 | £31,200   | £6,000    |